# ليلى عبد اللطيف التميمي
ليلى عبد اللطيف محمد علي التميمي هي مهندسة وسياسية عراقية، ولدت في بغداد سنة 1959، شغلت منصب وزيرة العمل والشؤون الاجتماعية في الحكومة العراقية المؤقتة في العراق للفترة من 1 حزيران 2004 إلى 3 أيار 2005. تنتمي ليلى إلى قبيلة بنو تميم وتتبع المذهب الشيعي، وهي عضوة في حركة الوفاق الوطني العراقي بقيادة رئيس الوزراء المؤقت إياد علاوي.
انضمت إلى حزب الديمقراطيين المستقلين بقيادة عدنان الباجه جي، للمنافسة على الانتخابات العراقية التشريعية في يناير 2005. لم تفز القائمة بأي مقعد، جزئيًا بسبب مقاطعة أغلب تابعي المذهب السني للانتخابات.
أصدرت مذكرة اعتقال من حكومة إبراهيم الجعفري الجديدة في مايو 2005 بحق ليلى عبد اللطيف بتهمة الفساد المالي، و«إعادة أعضاء من النظام السابق».
قدمت اللجنة المستقلة للنزاهة العامة في أغسطس 2006 عدة اتهامات بالفساد ضد ليلى عبد اللطيف قبل الإفراج عنها بكفالة.
وتم إدانتها بجنحة بسيطة، وصدر ضدها حكم مع إيقاف التنفيذ.

## الخبرة العملية
- معاون مهندس 1981
- مهندس، مدير وحده الصيانة المركزية سنة 1984
- مهندس أقدم 1988
- رئيس مهندسين في وزارة المالية سنة 1990
- مدير أقدم في مركز صيانة الحاسبات في وزارة المالية 1990 إلى 2000
- المدير التنفيذي لمركز الحاسوب في وزارة المالية 2000 إلى 2003
- مدير عام المركز المالي والمحاسبي في وزارة المالية من 5 آب 2003 إلى 1 حزيران 2004
- وزير العمل والشؤون الاجتماعية 1 حزيران 2004 إلى 3 أيار 2005
- مستشار في رئاسة الجمهورية من 2006 لنهاية 2011